# Compiere
Compiere (uitspraak KOM-pyeh-reh, Italiaans voor "bereiken, compleet, vervullen") is een open source ERP en CRM-software voor het midden- en kleinbedrijf. Compiere wordt uitgegeven door Compiere, Inc. en via het Compiere Partner-netwerk, een collectie van getrainde en geautoriseerde zakenpartners.
De applicatie en broncode worden geleverd op basis van de GNU General Public License versie 2.
Compiere bevat modules voor:
- Inkopen
- Koopovereenkomst
- Financiële boekhouding
- Marketing
- Projectmanagement
- Customer relationship management
- Contentmanagementsysteem
- Supply chain management
- Workflow-Management
- E-mailintegratie